# Tập hợp rỗng

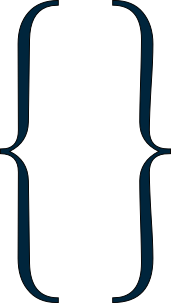
Tập hợp rỗng là tập hợp không chứa phần tử nào cả.

Ký hiệu tập rỗng

Trong toán học, và cụ thể hơn là lý thuyết tập hợp, tập hợp rỗng (hay còn gọi là tập rỗng) là tập hợp duy nhất không chứa phần tử nào. Trong lý thuyết tập hợp tiên đề (axiomatic set theory), tiên đề về tập rỗng thừa nhận sự tồn tại của tập rỗng, và mọi tập hữu hạn đều được xây dựng từ tập rỗng.

## Ký hiệu
Ký hiệu chuẩn cho tập rỗng là {\displaystyle \varnothing } hoặc ∅, do nhóm Bourbaki (cụ thể là André Weil) đưa ra năm 1939. Các ký hiệu này không nên bị nhầm lẫn với nguyên âm Øø của các ngôn ngữ vùng Scandinavia và chữ cái Hy Lạp Φ. Một ký hiệu thông dụng khác cho tập rỗng là {}.
Để so sánh, ta đặt ba ký hiệu cạnh nhau: ∅ Øø Φ – ký hiệu tập rỗng (ký hiệu đầu tiên) được dựa trên một đường tròn hình học, trong khi chữ cái Scandinavia giống như một chữ hình ôval 'O'.
Chú ý: Tập hợp {∅} không phải là tập rỗng mà là tập hợp có chứa 1 phần tử tên là rỗng.
Tập rỗng "∅" có mã unicode U+2205. Mã soạn thảo bằng TeX là \emptyset và \varnothing, cho ra các hình tương ứng là:
{\displaystyle \emptyset ,\varnothing }

## Tính chất
(Ở đây ta sử dụng các ký hiệu toán học)
- Với bất kỳ tập A, tập rỗng là tập con của A (là tập con thực sự của A với mọi A khác tập rỗng):
{\displaystyle \forall A:\emptyset \subseteq A}
- Với bất kỳ tập A, hợp của A với tập rỗng là A:
{\displaystyle \forall A:A\cup \emptyset =A}
- Với bất kỳ tập A, giao của tập A với tập rỗng là tập rỗng:
{\displaystyle \forall A:A\cap \emptyset =\emptyset }
- Với bất kỳ tập A, tích Descartes của A với tập rỗng là tập rỗng:
{\displaystyle \forall A:A\times \emptyset =\emptyset }
- Chỉ có một tập con duy nhất của tập rỗng là chính tập rỗng:
{\displaystyle \forall A:A\subseteq \emptyset \Rightarrow A=\emptyset }
- Số phần tử của tập rỗng (tức là lực lượng) là không (0); nói riêng, tập rỗng là tập hợp hữu hạn:
{\displaystyle |\emptyset |=0}
- Với bất kì tính chất nào:

- Luôn đúng với mọi phần tử thuộc tập rỗng (sự thật hiển nhiên)
- Luôn sai với mọi phần tử thuộc tập rỗng

- Ngược lại, nếu với một tính chất nào đó mà hai mệnh đề sau đúng:

- Tính chất đúng với mọi phần tử thuộc V
- Tính chất không đúng với mọi phần tử thuộc V

thì {\displaystyle V=\emptyset }